# 黑尾地鸦
黑尾地鸦（学名：Podoces hendersoni），是鸦科地鸦属的一种，分布于哈萨克斯坦、中国大陆和蒙古国。该物种的保护状况被评为无危。
黑尾地鸦的平均体重约为120.5克。栖息地为温带荒漠，常见于稀疏的盐生灌木和半灌木内的地面。该物种的模式产地在新疆莎车。